# Miško sanitarinės apsaugos tarnyba
Miško sanitarinės apsaugos tarnyba (MSAT, dt. „Amt für sanitären Waldschutz“) war eine litauische Forstbehörde für Waldschutz gegen Baumkrankheiten und Forstschädlinge, eine Organisation im Bereich der Waldpathologie. Laut der Satzung sollte sie „guten sanitären Zustand der litauischen (sowohl staatlichen als auch privaten) Wälder und eine nachhaltige Funktionierung der Waldökosysteme gewährleisten“. Zu den wichtigsten Aufgaben gehörten die Analyse und Vorhersage von abiotischen Faktoren, Krankheiten, Waldschädigungen durch Insekten und Tiere. Zur Schädlingsbekämpfung plante und unternahm die Forstbehörde die präventiven und anderen Schutzmaßnahmen wie Entwesung etc. Im Gebiet des Waldschutzes bereitete die Forstbehörde ihre Empfehlungen über die Faktoren vor, die die Forstpathologie verursachten.
Der Sitz der Forstbehörde befand sich im Dorf Girionys (Liepų g. 2), in der Rajongemeinde Kaunas.

## Geschichte
1968 gründete man die Miško apsaugos stotis (dt. „Station für Waldschutz“) in Sowjetlitauen. Sie registrierte die Baumkrankheiten, Forstschädlinge und die entsprechenden Waldschäden. Man erfasste auch die forststatistischen Daten. Nach 1991 wurde die Einrichtung zu einer öffentlichen Anstalt des Departments für Wälder und Schutzgebiete am Umweltministerium Litauens (Viešoji įstaiga „Miško apsaugos stotis“).    Vom 7. August 2002 bis zum 31. Dezember 2002 wurde die Anstalt liquidiert.
Am 2. Januar 2003 gründete man eine eigenständige Behörde (MSAT) und registrierte sie als eine juristische Person. MSAT wurde 2010 mit anderen zwei litauischen Forstbehörden (Miško genetinių išteklių, sėklų ir sodmenų tarnyba und Valstybinė miškotvarkos tarnyba) reorganisiert. Die Funktionen dieser Behörden übernahm die neu gegründete Valstybinė miškų tarnyba. Von 2001 bis 2010  leitete diese Waldschutzbehörde der Waldpathologe Paulius Zolubas. Am 26. Januar 2010 wurde sie offiziell aufgelöst.  Jetzt gibt es die entsprechende VMT-Abteilung für Waldschutz (Miško sanitarinės apsaugos skyrius). Hier sind sieben Mitarbeiter tätig, geleitet von einem Abteilungsleiter. Sechs Chefspezialisten betreuen je sieben litauische Oberförstereien (Stand: 2016).